# Мвула, Лора
Ло́ра Мву́ла (Laura Mvula; урожд. Дуглас; род. 23 апреля 1987 в Бирмингеме) — британская певица и автор песен. Широкой публике стала известна в 2012 году, после того как на неё обратили внимание в музыкальных изданиях и она вошла в чарт Next Big Sound. В декабре того же года певица была номинирована на премию BRIT Awards в категории «Выбор критиков», а также вошла в список претендентов на звание самого перспективного исполнителя будущего года — в экспертном опросе Sound of 2013, где в итоге заняли четвёртую строку. Её дебютный альбом Sing to the Moon вышел в марте 2013 года.

## Биография
Дуглас обучалась музыкальной композиции в Бирмингемской консерватории у Джо Катлера (англ. Joe Cutler), сочиняла и аранжировала песни для местных коллективов, а незадолго до выпуска в 2008 году собрала группу Judyshouse, в которой была вокалисткой и автором композиций; Мвула также сотрудничала с группой Black Voices, для которой позднее написала «Джазовую сюиту» (англ. Jazz Suite). Она работала подменным учителем в родном городе и в этот период освоила программу GarageBand, с помощью которой начала создавать «звуковые наброски» (по собственному выражению певицы).
Певица заключила контракт с британским подразделением компании RCA Records. Её первое сольное выступление на публике состоялось 16 сентября 2012 года на фестивале iTunes, где Мвула открывала концерт Ребекки Фергюсон. Выпустив сингл «She» 22 октября 2012 года, Мвула продолжила работать над долгоиграющей пластинкой в нью-йоркской студии Electric Lady Studios под руководством продюсера Тома Элмхерста (англ. Tom Elmhirst). Через месяц вышел одноимённый 4-трековый мини-альбом. Её дебютный диск Sing to the Moon, выпущенный 4 марта 2013 года, занял девятую строчку в британском хит-параде.

## Музыкальный стиль
Критики поставили Лору Мвулу в один ряд с новыми британскими соул-певицами, последовательницами Эми Уайнхаус и Адели. Значительное влияние на творчество Мвулы оказало её композиторское образование, и по этой причине певица называет себя «странноватым ребёнком в ритм-н-блюзе». Кейт Моссман из газеты The Observer описала её музыку как «если бы Эми Уайнхаус и Дэвид Аксельрод переделали звуковую дорожку Гершвина». По мнению Дэвида Лестера, её песни ближе к стилю барокко-поп, нежели к ретро-соулу.

## Дискография

### Студийные альбомы
- Sing to the Moon (2013)
- The Dreaming Room (2016)
- Pink Noise (2021)

### Мини-альбомы
- iTunes Festival: London 2012 (2012)
- She (2012)

### Синглы
- «She» (2012)
- «Like the Morning Dew» (2012)
- «Green Garden» (2013)
- «Overcome» (при участии Найла Роджерса, 2016)